# 21451 Fisher
21451 Fisher este un asteroid din centura principală de asteroizi.

## Descriere
21451 Fisher este un asteroid din centura principală de asteroizi. A fost descoperit pe 28 aprilie 1998 la Prescott (Arizona) de Paul G. Comba. Asteroidul prezintă o orbită caracterizată de o semiaxă mare de 2,28 ua, o excentricitate de 0,07 și o înclinație de 0,7° în raport cu ecliptica.